# Restoro d'Arezzo
Restoro d'Arezzo (o Ristoro, la forma florentina de su nombre, fl. siglo XIII) fue un monje y erudito italiano del siglo XIII, escritor y cosmógrafo autor de La composizione del mondo con sus cascioni, una obra completa sobre historia natural y el primer libro conocido en prosa italiana (italiano de la Toscana). Ristoro se ocupa principalmente de temas geográficos y astronómicos, describió por primera vez las fuentes termales de Larderello en Toscana, los hallazgos de cerámica romana admirablemente perfecta en Arezzo, la erosión de las montañas y el llenado de los valles por la acción del agua, hallazgos de animales marinos fósiles y guijarros redondeados en las altas montañas, cuya presencia asoció con la pruebas del Diluvio. Postulaba un origen orgánico de los fósiles y también dio una teoría sobre el origen de las montañas, una forma de atracción de las estrellas que tendía a elevar la superficie de la Tierra; curiosamente, consideraba que esa fuerza sería proporcional a la distancia, a diferencia de la fuerza ejercida por un imán o la gravitación aún por descubrir.
Restoro observó el eclipse solar de 3 de junio de 1239 —que fue visto en Coímbra, Toledo, Montpellier, Marola, Florencia, Siena, Arezzo, Cesena y Split, con duraciones reportadas de varias horas: 402 : 145 — y anotó el tiempo exacto que duró: lo que tarda un hombre en caminar 250 pasos, lo que concuerda con los supuestos 5 minutos y 45 segundos y se cree que es la primera medida útil de la duración de tal aparición.

## Biografía

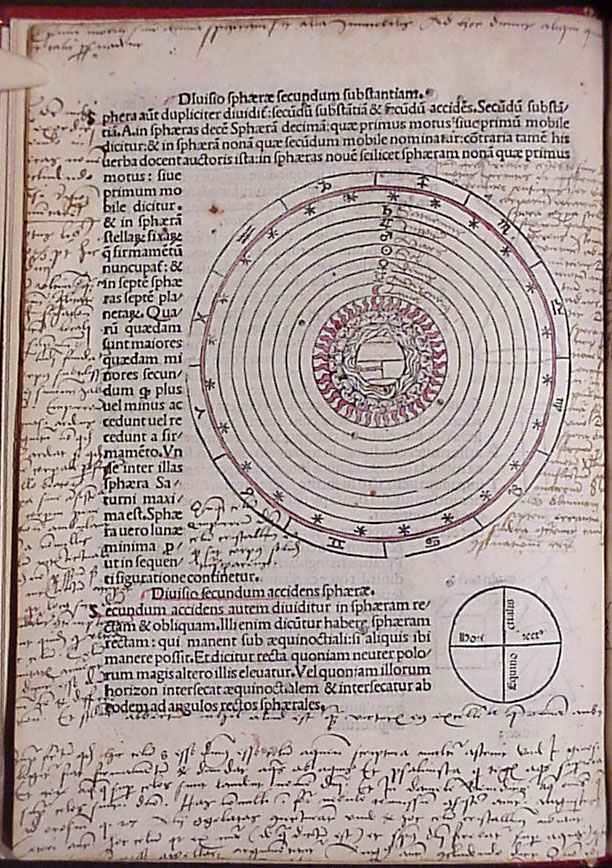
Copia anotada del Tractatus de Sphaera de Giovanni Sacrobosco

No se dispone de fuentes seguras para poder conocer la vida de Restoro d'Arezzo pero se sabe que escribió un tratado enciclopédico titulado La composizione del mondo con sus cascioni [La composición del mundo] en el que demuestra un profundo conocimiento de las teorías de Aristóteles, de Tolomeo, de Averroes, de Avicena, y el contenido del De sphera de Sacrobosco.
Se sabe por lo explicitado en su obra que el tratado fue escrito en 1282, con toda probabilidad en la zona de Arezzo y, por las pocas referencias autobiográficas contenidas en la obra, se suponía que el autor era un orfebre y dibujante, y que había escrito el tratado a una edad temprana avanzada y que pertenecía al clero.
La composición del mundo se estructura en dos libros compuestos respectivamente por 24 y 94 capítulos. En el primer libro el autor describe el macrocosmos y el microcosmos con un agudo espíritu de observación, mientras que en el segundo, que se divide en ocho "distinzioni" (distinciones), discute sobre los fenómenos y sus  causas.
El códice más antiguo y lingüísticamente más fiel a la obra original es el Ricciardiano 2164.
Se ha afirmado que Dante estaba familiarizado con el trabajo de Ristoro. Las teorías de Restoro son cuestionadas por Dante en su tratado científico Quaestio de Aqua et Terra, leído en Verona ante el clero en enero de 1320 en el que, para refutar un pasaje de Aristóteles, sostiene la tesis de que en el globo las tierras que han emergido son más altas que las aguas. 

## Ediciones
- La composizione del mondo di Ristoro d'Arezzo, testo italiano del 1282. Roma: tip. delle scienze matematiche. 1859. Parámetro desconocido |curatore= ignorado (ayuda)
- La composizione del mondo colle sue cascioni, edizione critica a cura di Alberto Morino, Firenze 1976;
- La composizione del mondo, a cura di Alberto Morino, Parma 1997 (edizione con commento);
- La composizione del mondo, a cura di Alberto Morino, Trento 2007 (nuova edizione con commento e con diversa paragrafatura).